# Tricalysia vanroechoudtii
Tricalysia vanroechoudtii là một loài thực vật có hoa trong họ Thiến thảo. Loài này được (Lebrun ex Van Roech.) Robbr. miêu tả khoa học đầu tiên năm 1982.